# علف سیم
علف سیم (نام علمی: Amphibolis) نام یک سرده از تیره گاودریایی‌علفان است.